# الكامل
الكامل مدينة سعودية والمركز الإداري لمحافظة الكامل التابعة لمنطقة مكة المكرمة، بالمملكة العربية السعودية.

## التاريخ
تشتهر الكامل بكثرة عيون الماء، وأشار ابن جنّي، أن بوادي «ساية» أكثر من 70 عيناً، وذكر تلك العيون عدد من المؤرخين والباحثين، مثل: عرّام وياقوت الحموي والأنصاري وحمد الجاسر والبلادي، وكان السُّكان يهتمون بعمارتها وصيانتها؛ لاعتمادهم عليها في مجال الشرب والزراعة، ومن تلك العيون: «عين الكامل»، و «عين ملح»، و«عين مهايع»، و«عين القريّة»، و«عين الخدد»، و«عين ضرعاء».
وتحدث الباحث جابر بن صالح السُّلمي في كتابه «محافظة الكامل.. معالم تاريخية وتراث عمراني» عن وجود شواهد عمرانية  تدل على قيام حضارات سادت فيها ثم بادت، وأشار المقدسي إلى ذلك في كتابه: «أحسن التقاسيم في معرفة الأقاليم»، وذكرها بعض المؤرخين، ومن أشهر الآثار الشاخصة في المحافظة: «حصن ابن عمر النجاري»، و«قصر بن جفين»، و«قصر هجاد»، و«حصن بن عجيّان»، و«قصر الحجيري»، و«قصر الترجمي»، و«قصر بن معني»، و«قلعة القعور».

## المراكز والقرى التابعة
- الكامل (فئة أ)، وتتبع له القرى التالية:
  - الخايع
  - الدحلة
  - الدوارة والجو
  - الشيق
  - العويصد
  - القرية
  - مهايع
  - وادي اهالا
- الغريف (فئة أ)، وتتبع له القرى التالية:
  - الربيرية
  - الفارع
  - المضحاة
  - المثناة
  - المرنة
  - العقلة
- حرة الشرع (فئة ب)، وتتبع له القرى التالية:
  - الحفنة
  - مشرق
- شمنصير (فئة ب)، وتتبع له القرى التالية:
  - العبية الوسطى
  - العياب
  - المزارع

## الدوائر الحكومية
- المحافظة
- المحكمة العامة.
- جامعة جدة (فرع)
- مركز الشرطة.
- مركز الدفاع المدني.
- إدارة المرور.
- مكتب الاشراف التربوي.
- فرع وزارة الزراعة.
- فرع المياة.
- فرع وزارة الشؤن الإسلامية والدعوة والإرشاد.
- كتابة عدل.
- بلدية محافظة الكامل
- مكتب البريد.

1. 1 2  "«محافظة الكامل.. معالم تاريخية وتراث عمراني»". اطلع عليه بتاريخ 15- 05- 2024. {{استشهاد ويب}}: تحقق من التاريخ في: |تاريخ-الوصول= (مساعدة)
2. ↑  "الكامل.. توهجت على طريق الهجرة". صحيفة مكة. 12 أغسطس 2014. اطلع عليه بتاريخ 2025-07-03.